# Heinz-Sielmann-Weiher

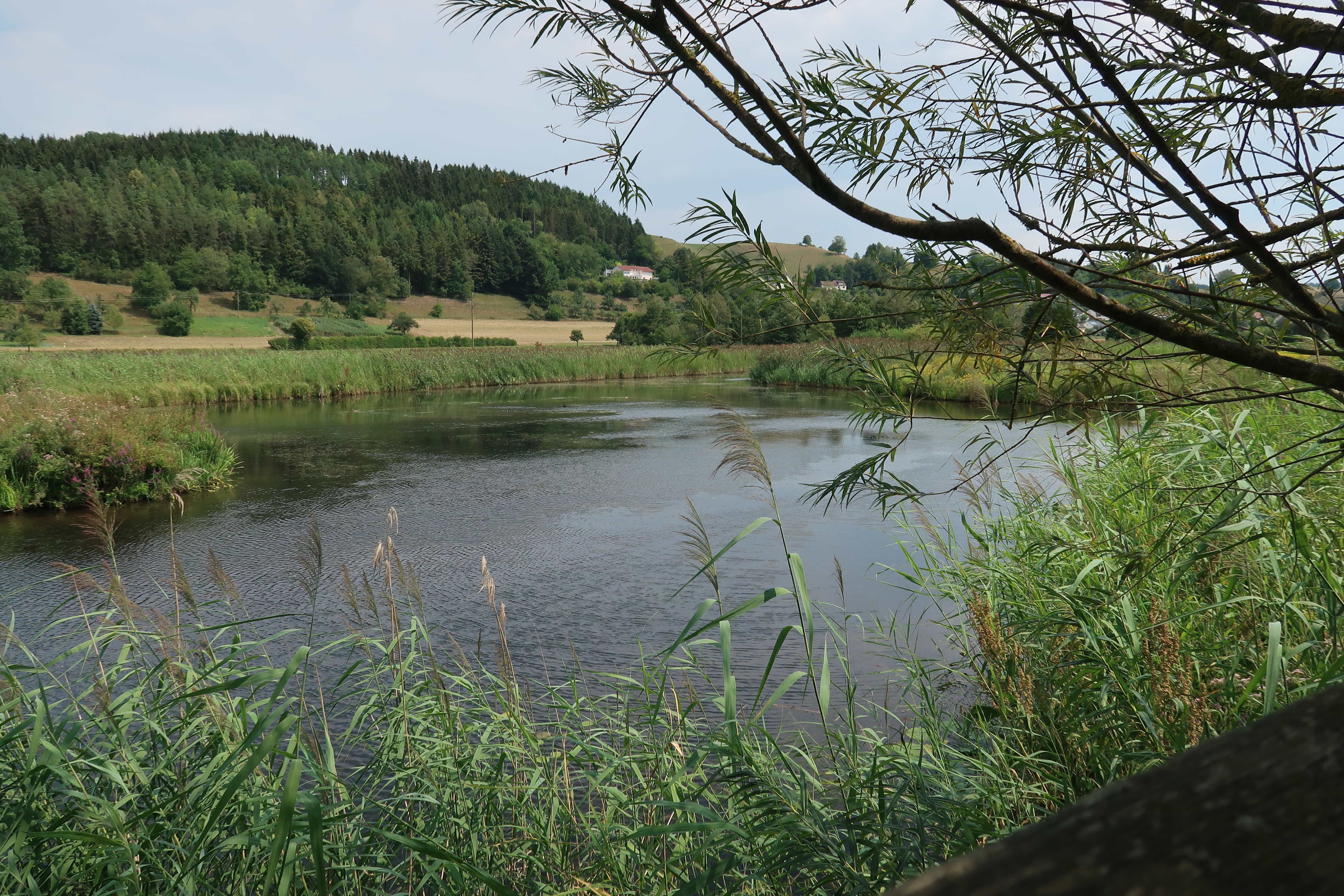
Der ‚Heinz-Sielmann-Weiher‘

Der Heinz-Sielmann-Weiher ist ein künstlich angelegtes Biotop in der baden-württembergischen Gemeinde Owingen im Bodenseekreis in Deutschland.

## Lage
Der etwa 1,3 Hektar (= 13.000 m²) große Weiher liegt im Westen des Owinger Ortsteils Billafingen, zwischen der Landesstraße 205 nach Seelfingen und der Mahlspürer Aach im Norden sowie dem Unterfrickhof im Süden. Den Weiher umgibt ein strukturreiches Gelände mit Feldhecken, blütenreichen Säumen, einer etwa neun Hektar großen Wasserbüffelweide, Gräben, Tümpeln, Flachwassermulden und Schilfflächen.

### Naturlehrpfad
Der Weiher ist eine Station des rund viereinhalb Kilometer langen Billafinger Naturlehrpfads.

## Geschichte
Der Weiher entstand auf Initiative des Ornithologen Peter Berthold (* 1939) und mit maßgeblicher Unterstützung durch die Heinz Sielmann Stiftung. In seiner Wahlheimat Billafingen wurde der Weiher 2005 als Pilotprojekt des Sielmanns Biotopverbundes Bodensee angelegt.

## Flora und Fauna
Das Projektgebiet bietet vielen Tier- und Pflanzenarten neuen Lebensraum.

### Flora
Rund 340 Blütenpflanzenarten gedeihen hier, unter anderem die Gelbe Schwertlilie, die Trollblume, die Flatterbinse, die Wilde Möhre und der Blutweiderich.

### Fauna

#### Amphibien
- Laubfrosch (Hyla arborea)

#### Insekten
Im Gebiet des Weihers sind unter anderem 17 Heuschrecken-, 33 Libellen- und 25 Tagfalterarten nachgewiesen.

#### Vögel
Insgesamt sind im Biotop 181 Vogelarten erfasst. Zu den hier heimisch gewordenen Brutvögeln zählen neben Bekassine (Gallinago gallinago) und Drosselrohrsänger (Acrocephalus arundinaceus) auch Mönchsgrasmücke (Sylvia atricapilla), Raubwürger (Lanius excubitor), Rotmilan (Milvus milvus), Schwarzkehlchen (Saxicola rubicola) und Weißstorch (Ciconia ciconia).

## Auszeichnungen
Im Mai 2022 wurde der Heinz-Sielmann-Weiher von der Architektenkammer Baden-Württemberg mit dem Prädikat „Beispielhaftes Bauen“ ausgezeichnet.